# Герб Чернигова
Ге́рб Черни́гова (укр. Герб Чернігова) — герб города Чернигов Черниговской области Украины, утверждённый 1 декабря 1992 года Черниговским городским советом.

## Описание и обоснование современного герба
Геральдическое описание (блазон) гласит:
В серебряном поле чёрный с золотым клювом и когтями и червлёными глазами и языком коронованный золотом орёл, держащий в левой лапе длинный золотой крест в перевязь.
 В отличие от большинства гербов Украины, вместо рекомендуемого геральдической комиссией испанского щита, применяется французский щит.

## История

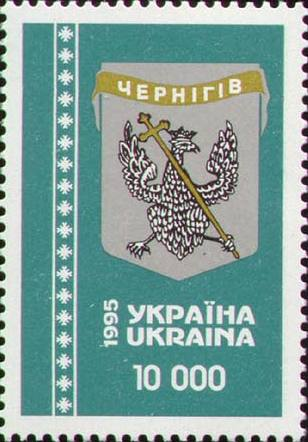
Почтовая марка Украины, 1995 год

### Исторические гербы
Еще во времена Киевской Руси гербом Черниговского княжества был черный орел. И.Василевский, сторонник теории частичного индоиранского влияния на религиозное мировоззрение славян того времени, связывал этот символ как вероятную местную стилизацию Гаруды. .
Когда Чернигов входил в состав Речи Посполитой а потом Российской Империи, орёл как символ города по прежнему сохранился.

### Советский герб
Советская власть которая позиционировала себя как полностью новый политический и культурно-социальный строй не имеющий ни чего общего со старыми порядками, при утверждении новых гербов для городов, не всегда учитывала историческую основу местной символики. В советский герб Чернигова орёл который использовался многие столетия — не вошел.
Советский герб принятый 15.03.1969 г. решением I сессии XII созыва горсовета, использовался до 1992 года. На некоторых уличных указателях его можно встретить до сих пор. 
Описание советского герба:

Треугольный геральдический варяжский щит золотого цвета с заостренным низом, внутри которого испанский геральдический щит разделенный на два цвета: лазурный (справа) и красный (слева), в центре золотой вертикальный колос. В правой части щита — серебряная старинная пушка, смотрящая влево. В левой части щита — серебристая реторта и катушка в ней. В базе щита — растянутый шиповидный пояс лазурного (на красной части щита) и красного (на лазурной части щита) цветов. В главе золотого треугольного щита — слово ЧЕРНИГОВ на украинском языке написанное в стиле старославянской вязи, в базе треугольного щита — серп и молот.
Колос — символ центра сельскохозяйственной области. Пушка — символ крепости и богатой истории города. Реторта и катушка символизируют основные направления промышленности — производство синтетических волокон и суконный комбинат. Волнистый пояс символизируют реку Десну. Автор герба — А. Лемешко.

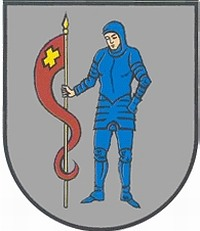
Герб города 1623 года
Герб Черниговского воеводства Речи Посполитой. 1633
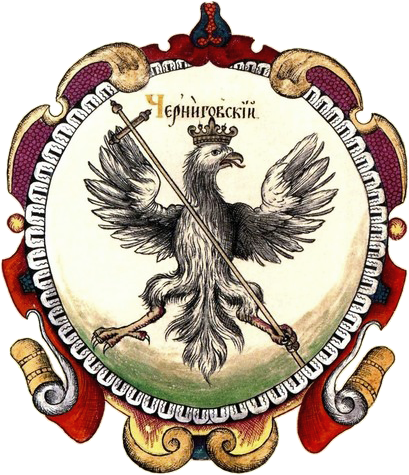
Герб в «Царском титулярнике». 1672
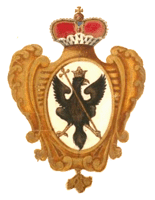
Герб Черниговских полков. 1730
Герб Черниговского полка
Герб 1859 года
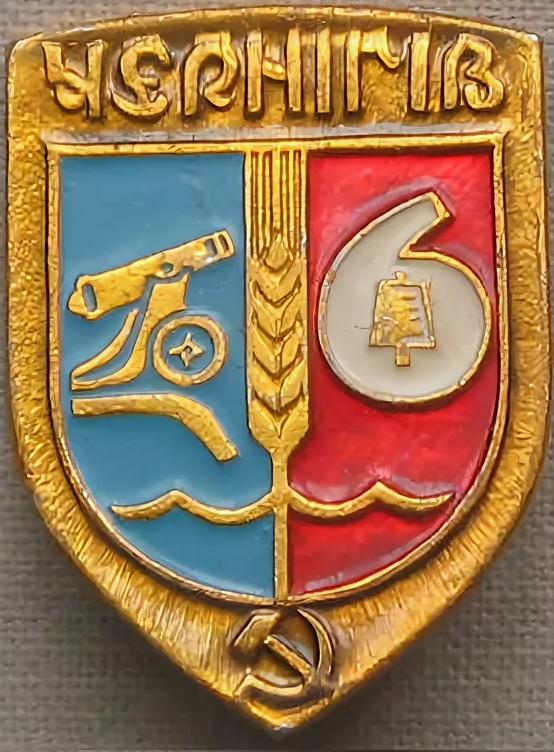
Советский герб Чернигова на значке